# Карабетовка (Минская область)
Карабетовка, также Коробетовка (бел. Карабетаўка) — нежилая деревня в Червенском районе Минской области. Входит в состав Колодежского сельсовета.

## Географическое положение
Находится примерно в 8 километрах к северо-востоку от райцентра, в 70 км от Минска.

## История
Населённый пункт известен с XIX века. На 1885 год застенок. Согласно переписи населения Российской империи 1897 года, околица, насчитывавшая 8 дворов и 75 жителей, входившая в состав Гребёнской волости Игуменского уезда Минской губернии. На начало XX века застенок, где было 9 дворов, проживали 73 человека. С 1924 года упоминается как деревня, 20 августа 1924 года вошла в состав вновь образованного Домовицкого сельсовета Червенского района Минского округа (с 20 февраля 1938 — Минской области). Согласно переписи населения СССР 1926 года в деревне насчитывалось 13 домов, проживали 82 человека. Во время Великой Отечественной войны 4 жителя деревня погибли на фронтах. 25 июля 1959 года в связи с упразднением Домовицкого сельсовета деревня вошла в Колодежский сельсовет. В 1930-е годы вблизи деревни располагался военный аэродром. В период Великой Отечественной войны деревня была оккупирована немецко-фашистскими захватчиками в начале июля 1941 года, 2 её жителя не вернулись с фронта. Освобождена в начале июля 1944 года. С 25 июля 1959 года в связи с упразднением Домовицкого сельсовета деревня вошла в Колодежский сельсовет. На 1960 год здесь насчитывалось 43 жителя. В 1980-е годы деревня относилась к совхозу «Домовицкий». На 1997 год постоянное население деревни не учтено.

## Население
- 1897 — 8 дворов, 75 жителей
- начало XX века — 9 дворов, 73 жителя
- 1926 — 13 дворов, 82 жителя
- 1960 — 43 жителя
- 1997 — постоянное население отсутствует